# Аарон Грей
Аарон Майкл Грей (англ. Aaron Michael Gray, нар. 7 грудня 1984, Лос-Анджелес, Каліфорнія, США) — американський професіональний баскетболіст, що грав на позиції центрового за декілька команд НБА. Згодом — баскетбольний тренер. З 2015 по 2018 рік працював асистентом головного тренера команди «Детройт Пістонс».

## Ігрова кар'єра
Починав грати у баскетбол у команді Еммеюської старшої школи (Еммеюс, Пенсільванія). На університетському рівні грав за команду Піттсбург (2003–2007). 
2007 року був обраний у другому раунді драфту НБА під загальним 49-м номером командою «Чикаго Буллз». Захищав кольори команди з Чикаго протягом наступних 3 сезонів.
З 2010 по 2011 рік грав у складі «Нью-Орлінс Горнетс», куди був обміняний на Девіна Брауна.
2011 року перейшов до «Торонто Репторз», у складі якої провів наступні 2 сезони своєї кар'єри. 28 січня 2013 року провів найрезультативнішу гру в кар'єрі, набравши 22 очки та 10 підбирань у матчі проти «Голден-Стейт Ворріорз».
Останньою ж командою в кар'єрі гравця стала «Сакраменто Кінґс», до складу якої він приєднався 2013 року і за яку відіграв один сезон.
У лютому 2014 році у його серці був знайдений тромб, тому 19 червня 2015 року оголосив про завершення ігрової кар'єри.

## Статистика виступів в НБА

### Регулярний сезон
| Сезон             | Команда              | GP  | GS | MPG  | FG%  | 3P%  | FT%  | RPG | APG | SPG | BPG | PPG |
| ----------------- | -------------------- | --- | -- | ---- | ---- | ---- | ---- | --- | --- | --- | --- | --- |
| 2007–08           | «Чикаго Буллз»       | 61  | 1  | 10.0 | .505 | .000 | .566 | 2.8 | .7  | .3  | .3  | 4.3 |
| 2008–09           | «Чикаго Буллз»       | 56  | 18 | 12.8 | .485 | .000 | .576 | 3.9 | .8  | .3  | .3  | 3.5 |
| 2009–10           | «Чикаго Буллз»       | 8   | 0  | 6.3  | .381 | .000 | .286 | 2.0 | .3  | .0  | .0  | 2.3 |
| 2009–10           | «Нью-Орлінс Горнетс» | 24  | 0  | 10.9 | .557 | .000 | .857 | 3.8 | .8  | .4  | .5  | 3.6 |
| 2010–11           | «Нью-Орлінс Горнетс» | 41  | 6  | 13.0 | .566 | .000 | .500 | 4.2 | .4  | .3  | .3  | 3.1 |
| 2011–12           | «Торонто Репторз»    | 49  | 40 | 16.6 | .516 | .000 | .532 | 5.7 | .6  | .4  | .3  | 3.9 |
| 2012–13           | «Торонто Репторз»    | 42  | 16 | 12.2 | .533 | .000 | .523 | 3.2 | .8  | .2  | .1  | 2.8 |
| 2013–14           | «Торонто Репторз»    | 4   | 0  | 5.0  | .667 | .000 | .500 | 2.0 | .8  | 0   | 0   | 1.3 |
| 2013–14           | «Сакраменто Кінґс»   | 33  | 6  | 10.2 | .431 | .000 | .556 | 3.1 | .6  | .3  | .2  | 1.8 |
| Усього за кар'єру | Усього за кар'єру    | 318 | 87 | 12.1 | .509 | .000 | .562 | 3.7 | .7  | .3  | .3  | 3.4 |

### Плей-оф
| Сезон             | Команда              | GP | GS | MPG  | FG%  | 3P%  | FT%  | RPG | APG | SPG | BPG | PPG |
| ----------------- | -------------------- | -- | -- | ---- | ---- | ---- | ---- | --- | --- | --- | --- | --- |
| 2009              | «Чикаго Буллз»       | 2  | 0  | 4.5  | .000 | .000 | .000 | .5  | .0  | .0  | .0  | .0  |
| 2011              | «Нью-Орлінс Горнетс» | 6  | 0  | 14.5 | .692 | .000 | .375 | 3.5 | .3  | .3  | .3  | 3.5 |
| Усього за кар'єру | Усього за кар'єру    | 8  | 0  | 12.0 | .600 | .000 | .375 | 2.8 | .3  | .3  | .3  | 2.6 |

## Тренерська робота
2015 року став асистентом головного тренера команди «Детройт Пістонс», в якій працює й досі.